# Das Boot (televisieserie)
Das Boot is een Duitse televisieserie geproduceerd voor Sky One en een vervolg op de gelijknamige film uit 1981, Das Boot.

## Beschrijving
Net als de film is de serie gebaseerd op de roman Das Boot uit 1973 van de Duitse auteur Lothar-Günther Buchheim, maar met aanvullingen uit Buchheims vervolg Die Festung uit 1995. Aangezien de plot van de originele film eindigt in december 1941, vinden de gebeurtenissen in de serie negen maanden later plaats, in 1942. De verhaallijn is opgesplitst in twee verhalen, één over het Franse verzet in La Rochelle, het andere over het claustrofobische leven aan boord van de Duitse U-boot U-612.

## Rolverdeling
- Tom Wlaschiha - Kriminalrat Hagen Forster
- Rick Okon - Kapitänleutnant Klaus Hoffmann
- Vicky Krieps - Simone Strasser (hoofdrol S1)
- Franz Dinda - Oberleutnant Robert Ehrenberg
- Leonard Scheicher - Oberfunkmaat Frank Strasser
- Robert Stadlober - Oberfähnrich Hinrich Laudrup
- Rainer Bock - Fregattenkapitän Heinrich Glück
- Clemens Schick - Korvettenkapitän Johannes von Reinhartz
- August Wittgenstein - Oberleutnant zur See Karl Tennstedt
- Vincent Kartheiser - Samuel Greenwood
- James D'Arcy - Philip Sinclair
- Thierry Frémont - inspecteur Pierre Duval
- Lizzy Caplan - Carla Monroe
- Olivier Chantreau - Émile Charpentier
- Philip Birnstiel - Leutnant zur See Benno Schiller
- Rafael Gareisen - Mechanikerobergefreiter Max von Haber
- Leon Lukas Blaschke - Mechanikergast Thorsten Hecker
- Pit Bukowski - Obermaschinenmaat Pips Lüders
- Stefan Konarske - Korvettenkapitän Ulrich Wrangel
- Leonard Kunz - Bootsmann Günther Maas
- Fleur Geffrier - Margot Bostal
- Clara Ponsot - Nathalie Prudhomme
- Kevin McNally - Jack Greenwood
- Joseph Konrad Bundschuh - Leutnant zur See Julius Fischer
- Paul Bartel - Anatole Desjesquier
- Martin Schnippa - Maschinenmaat Dieter Heizer
- Thomas Kretschmann - Friedrich Berger
- Joachim Foerster - Elektromaschinenmaat Ralf Grothe
- Julius Feldmeier - Obersteuermann Eugen Strelitz
- Klaus Steinbacher - Obermechanikermaat Josef Wolf
- Ben Münchow - Dieselmaschinist Lutz Rizenhoff
- Marvin Linke - Funkgast Peter Kraushaar
- Michael McElhatton - hoofdinspecteur Thomas O'Leary
- Ulrich Matthes - Kapitän zur See Wilhelm Hoffmann
- Pierre Kiwitt - Korvettenkapitän Robert Schulz
- Rochelle Neil - Cassandra Lloyd
- Kristofer Kamiyasu - Commodore Hideki Ido

## Afleveringen

### Seizoen 1 (2018)
| Nr. | Titel             | Regisseur         | Schrijver(s)    | Datum uitzending |
| --- | ----------------- | ----------------- | --------------- | ---------------- |
| 1 | Neue Wege         | Andreas Prochaska | Tony Saint      | 23 november 2018 |
| De U-boot U-113 wordt aangevallen door een geallieerd vliegtuig in de Atlantische Oceaan. Kapitein Wrangel gaat overboord terwijl de U-boot gedwongen wordt om te duiken, en wordt gebombardeerd met dieptebommen door een Amerikaanse torpedobootjager. De U-113 zinkt met verlies van alle manschappen aan boord. In La Rochelle wordt de U-612 klaargemaakt voor zijn eerste reis onder de onervaren kapitein Klaus Hoffmann. Ondertussen geeft Hoffmann een getuigenis in de krijgsraad tegen een matroos die wordt beschuldigd van lafheid in het aangezicht van de vijand. Daaropvolgend woont hij de executie bij, waarbij hij een genademoord pleegt. Tolk Simone Strasser arriveert uit de Elzas om te werken in het politiebureau, waar ze verpleegster Margot Bostal ontmoet. Haar baas, Gestapo-inspecteur Hagen Forster, voelt zich onmiddellijk tot haar aangetrokken. De avond voordat ze zouden vertrekken, bezoeken de mannen het plaatselijke bordeel en proberen Mechanikergast Thorsten Hecker zijn maagdelijkheid te laten verliezen bij een prostituee, omdat een maagd aan boord te hebben als ongeluksbrenger wordt beschouwd. Diesel-Maschinenmaat Pips Lüders raakt in gevecht na een kaartspel, waarop inspecteur Pierre Duval hem wil aanhouden. Lüders zegt dat hij hem informatie kan geven om dit te voorkomen. Een kleine brand aan boord van de aangemeerde onderzeeër vereist dat Frank Strasser, de broer van Simone, de zittende marconist vervangt omdat die gewond is geraakt. Frank vraagt Simone om een document door te geven aan iemand, die later lid blijkt te zijn van het Franse verzet. Simone komt erachter dat Frank bij hen betrokken is in de strijd tegen de nazi's. De vergadering wordt afgebroken als de politie arriveert, Duval werd door iemand getipt. Simone kan ontsnappen met de hulp van een priester. |                   |                   |                 |                  |
| 2 | Geheime Missionen | Andreas Prochaska | Johannes Betz   | 23 november 2018 |
| Forster vraagt Simone om te vertalen terwijl hij de gevangengenomen Franse verzetsstrijder Jacqueline ondervraagt. Ze ontmoette Jacqueline eerder op verzoek van Frank, hoewel Forster niet op de hoogte is van Simones betrokkenheid. Op de U-612 irriteert Hoffmann zijn bemanningsleden en in het bijzonder zijn adjudant Oberleutnant zur See Karl Tennstedt door ze talloze oefeningen te laten uitvoeren. Hoffmann jaagt ze verder tegen zich in het harnas door zich terug te trekken uit de strijd met een groep torpedobootjagers, wanneer hij orders krijgt om naar een nieuw rendez-vous-punt te varen. Het is een propagandamissie die rechtstreeks werd bevolen door Goebbels. Forster heeft Fregattenkapitän Glück geadviseerd om voor Hoffmann te kiezen omdat het een minder ervaren kapitein uit de strijd zou verwijderen. Simone vindt foto's van Frank en een jonge vrouw genaamd Nathalie, die achter de bar werkt in een plaatselijk bordeel, in Frank's flat. Simone haar gaat bezoeken. Carla Monroe, de leider van de plaatselijke Franse verzetscel, bezoekt Simone en zet haar onder druk om Jacqueline morfine te geven, zodat ze een overdosis kan nemen en zelfmoord kan plegen voordat ze gedwongen wordt om te praten. Simone gebruikt een luchtaanval als haar kans, aangezien het politiebureau wordt geëvacueerd, maar ze moet de morfine uiteindelijk zelf toedienen. De U-612 bereikt het bevoorradingsschip waar ze de Amerikaanse passagier Samuel Greenwood oppikken, maar ze worden onmiddellijk aangevallen door een geallieerd vliegtuig tijdens het tanken. |                   |                   |                 |                  |
| 3 | Verluste          | Andreas Prochaska | Tony Saint      | 30 november 2018 |
| Op de U-612 maakt Tennstedt geen geheim van zijn minachting voor Hoffman en hij deelt zijn bitterheid met de andere officieren over hoe hij vindt dat Hoffman baat heeft gehad bij het hebben van een beroemde U-bootcommandant als vader. Geruchten beginnen door de bemanning te circuleren dat Greenwood een Jood is, dat Hoffman de matroos die voor de krijgsraad verscheen in koelen bloede heeft neergeschoten en dat twee U-boten verloren zijn gegaan door de torpedobootjagers waarmee de U-612 eerder in aanraking kwam. Greenwood irriteert de officieren met zijn manier van doen. Later, als voor meer omzichtigheid wordt gekozen wanneer de ware gruwelen van de strijd aan het licht komen, verliest Mechanikergefreiter Matthias Loidl zijn arm tijdens het laden van een torpedo en vervolgens wordt een torpedobootjager vernietigd door de U-612. In La Rochelle volgt Simone Nathalie naar haar huis en ontdekt ze dat Nathalie zwanger is van Frank en dat ze Joods is, met een valse identiteit. Simone laat haar het document zien dat ze namens Frank aan Jacqueline had moeten doorgeven. Het is het schakelschema voor de radio op de U-boot, en dat zou moeten worden ingewisseld voor valse paspoorten voor Frank en Nathalie. Carla neemt Simone mee naar hun schuilplaats en stelt vast wat er met Jacqueline is gebeurd. Carla geeft Simone de paspoorten die voor Frank zijn vervalst en Simone waarschuwt haar dat Forster van haar op de hoogte is. Carla belooft wraak te nemen. Ze is van plan een bom te doen ontploffen bij de welkomstparade van een andere U-boot. In het bordeel wordt Nathalie verkracht en geslagen door een van de matrozen omdat ze weigerde seks met hem te hebben. |                   |                   |                 |                  |
| 4 | Zweifel           | Andreas Prochaska | Benedikt Röskau | 30 november 2018 |
| Als vergelding voor het bombardement besluit het Duitse opperbevel dat Glück 100 Franse burgers laat executeren. De burgemeester van La Rochelle wordt gevraagd welke namen moeten worden toegevoegd aan de lijst van mensen die worden doodgeschoten. Forster is ongelukkig met de willekeurige aard van de moord, maar Glück verzekert hem dat als de daders worden gevonden, niemand anders hoeft te sterven. Simone bezoekt Nathalie in het ziekenhuis in opdracht van Margot, en treft haar aan met ernstige hoofd- en buikwonden. Forster blijft proberen Simone voor het gerecht te brengen. Op de U-612 wordt onthuld dat Mechanikerobergefreiter Max von Haber uit een rijke familie komt en de officiersopleiding heeft verlaten om een lagere rang aan te nemen, wat wrok opwekt bij de manschappen, die hem de schuld geven van de verwondingen van Loidl, waarop ze Von Haber in elkaar slaan. Ze arriveren op hun ontmoetingspunt voor het overhandigen van Greenwood, maar net als Greenwood op het punt staat te vertrekken, beledigt hij Tennstedt die hem slaat en ervoor zorgt dat hij in zee valt. Hoffman duikt achter hem aan om hem te redden en zorgt ervoor dat Greenwood naar het Amerikaanse schip wordt vervoerd. Op het Amerikaanse schip wacht de vader van Greenwood en het is duidelijk dat vader en zoon een moeilijke relatie hebben. De uit te wisselen gevangene blijkt Wrangel te zijn die het overleefde nadat hij overboord was geraakt en door de Amerikanen werd opgevist. Greenwood vertelt Hoffman dat het een val is en dat er twee Amerikaanse torpedobootjagers onderweg zijn. Terug op de U-boot probeert Wrangel onmiddellijk zijn gezag over Hoffman uit te oefenen door te suggereren dat hij het Amerikaanse schip moet torpederen, maar Hoffman weigert en verwijst naar het feit dat ze de gewonde Loidl aan de Amerikanen hebben overgedragen, zodat hij goed kan worden verzorgd. |                   |                   |                 |                  |
| 5 | Loyalität         | Andreas Prochaska | Laura Grace     | 7 december 2018  |
| De ochtend na de ontmoeting tussen Simone en Carla geeft Simone het schakelschema door dat Frank haar oorspronkelijk gaf om door te geven aan het verzet. Op de U-612 heeft Hoffmann een longontsteking en Wrangel grijpt zijn kans aan om het bevel over te nemen als kapitein. Hij herstelt Tennstedt in zijn functie en neemt vervolgens het bevel over. Ehrenberg is ongelukkig, maar krijgt te horen dat elk verzet als muiterij zal worden beschouwd. Frank en Bootsmann Günther Maas verzetten zich ook en worden vastgehouden. Hoffmann herstelt voldoende om Wrangel uit te dagen, maar ondanks hun bedenkingen steunen de officieren Wrangel. Hoffman krijgt te horen dat hij met wat proviand in een reddingsboot overboord wordt gezet. Hoffman mag de mannen toespreken en roept hen uit als muiters. Max von Haber betuigt zijn steun aan Hoffman en beweert dat hij liever met eer wil sterven dan dezelfde lucht in te ademen als de muiters. In La Rochelle is Nathalie overleden en Simone laat Margot weten dat Frank en Nathalie samen een baby krijgen. De verzetscel wordt bezocht door de Brit Philip Sinclair, die Carla nog kent van haar tijd bij de Internationale Brigades tijdens de Spaanse Burgeroorlog. Sinclair vraagt Carla om haar strategieën te heroverwegen en niet-menselijke doelen aan te vallen als ze steun wil blijven ontvangen van het Verenigd Koninkrijk. Forster en Duval komen erachter dat de bom een tijdklok had waarvan het mechanisme was gestolen uit een prikklok. Duval deelt Forster mee dat er twee weken eerder een prikklok werd gestolen uit een ijzergieterij. De U-612 komt een enorm konvooi van schepen tegen, die Wrangel besluit aan te vallen zonder de protocollen te volgen. Het wordt meteen duidelijk dat Wrangel losgeslagen is, aangezien hij de boot opdracht geeft om halsoverkop op een torpedobootjager af te varen. Wrangel verlaat zijn post en beveelt Tennstedt om de situatie op te lossen. Tennstedt onderneemt maatregelen en vermijdt een aanvaring, maar er zijn veel andere torpedobootjagers in de buurt en één achtervolgt de U-612. |                   |                   |                 |                  |
| 6 | Gegen die Zeit    | Andreas Prochaska | Simon Allen     | 7 december 2018  |
| Dieptebommen veroorzaken ernstige schade aan de U-612. De boot zinkt en landt op de Laura Ethel-zandbank op 250 meter diepte. Tennstedt is te geschokt door de gebeurtenissen om bevelen uit te delen en trekt zich terug in zijn kooi. Ehrenberg wordt gedwongen het commando over te nemen. Bij inspectie van de boot blijkt dat er een luchtlek is en dat de batterijen beschadigd zijn. De verzetscel krijgt een gecodeerd Frans bericht van de Britse radio dat de wapens uit het Verenigd Koninkrijk over zee zullen aankomen. Sinclair is zich bewust van Carla's morfineverslaving. Carla vraagt aan Simone het tijdsschema van de Duitse patrouilleboot door te geven, om te voorkomen dat de binnenkomende bemanning die de wapens aflevert wordt gevangengenomen. Simone en Margot bezoeken de moeder van Nathalie en ontdekken dat de baby een longontsteking heeft. Terug op de U-612 vinden de mannen met succes twee afzonderlijke luchtlekken en weten ze te repareren. Hecker geeft aan Obermechanikermaat Josef Wolf toe dat hij geen seks heeft gehad met de prostituee de avond voordat de U-boot vertrok zoals van hem werd verwacht. Sommige batterijconnectoren zijn beschadigd, waardoor het circuit wordt verbroken en er ontsnapt chloorgas. Lüders en Haas komen terug met ademhalingsapparatuur, maar een cel explodeert en ze kunnen de schade niet herstellen. Forster en Duval ondervragen de portier die bij de ijzergieterij werkt en krijgen de naam van de persoon die hij heeft geholpen bij het verkrijgen van de prikklok. Ze bedreigen zijn familie en hij leidt hen naar het celhuis. Simone, die voor de portier aan het vertalen was, fietst naar de verzetscel om hen te waarschuwen en begint te helpen met het verwijderen van essentieel bewijs. De Duitsers arriveren en beginnen te schieten waarbij een verzetslid wordt gedood. Simone verbergt zich. De wapens komen over zee aan en worden opgehaald door Sinclair en Carla die terugrijden naar het onderduikadres. Daar aangekomen ontstaat een schietgevecht met de Duitsers. Sinclair wordt gedood, maar Carla ontsnapt. Simone weet ook te ontsnappen en komt thuis om te ontdekken dat Carla er al is. Kort daarna komt Forster langs en vergrijpt hij zich aan Simone. Terwijl ze seks hebben, heeft Carla de kans om Forster neer te schieten, maar ze besluit niet te schieten. |                   |                   |                 |                  |
| 7 | Verdammt          | Andreas Prochaska | Johannes Betz   | 14 december 2018 |
| De volgende ochtend vraagt Simone aan Forster of hij Margot kan verwijderen van de lijst met gijzelaars die moeten worden neergeschoten als vergelding voor verdere aanvallen vanuit de verzetscel. Hij weigert te helpen, maar verzekert haar dat niemand hoeft te sterven als Carla wordt gearresteerd. Duval bezoekt Margot in het ziekenhuis om haar te vragen naar de fles morfine die hij heeft gevonden en waarschuwt haar dat ze op de lijst van gijzelaars staat. Een stuk papier dat Simone gebruikte om de patrouilletijden op te schrijven, wordt gevonden in het onderduikadres en aan Forster overhandigd. Op de U-612 zijn de dieseltanks bijna leeg, hun exacte positie is onbekend en de radio is beschadigd. Ze besluiten om zo dicht mogelijk bij de Franse kust te komen in de hoop onderweg een Duits schip te vinden. Frank suggereert dat niemand bij het Duitse opperbevel enig idee zal hebben van wat er is gebeurd en dat ze dus het logboek, dat niet meer werd ingevuld sinds de uitwisseling van Greenwood omdat Hoffman ziek was, zouden kunnen vervalsen. In La Rochelle bespreken Carla en Simone de gebeurtenissen van de vorige avond en Carla vraagt Simone om nog wat morfine voor haar te bemachtigen omdat ze afkickverschijnselen krijgt. Glück informeert Forster dat de U-612 vermist is en dat hij Simone moet informeren omdat hij dicht naar haar toe is gegroeid. Forster accepteert vervult met tegenzin zijn plicht. Op de U-612 wordt een noodsignaal gehoord dat wordt geslagen. Het leidt hen naar een schijnbaar verlaten schip. Wrangel neemt het bevel opnieuw over en leidt enkele van de mannen het schip op, zodat ze de diesel eruit kunnen halen. Het blijkt niet te zijn achtergelaten, maar een kleine bemanning blijkt achter te zijn gebleven. De kapitein, met Duitse nationaliteit, beweert dat hun machinist gek werd en de motor heeft vernield. Wrangel onderhandelt dat als Lüders de motor kan repareren, ze diesel krijgen. Hecker vindt een meisje dat is vastgeketend, verkracht en geslagen. Aanvankelijk stelt hij haar gerust, maar wanhopig om zijn maagdelijkheid te verliezen, besluit hij haar te verkrachten. Wrangel stelt vast dat de kapitein niet is wie hij zegt te zijn en beschuldigt hem van desertie en schiet hem neer. De rest van de bemanning van het schip wordt gedood in een daaropvolgend vuurgevecht, maar Wolf wordt ook neergeschoten en sterft aan zijn verwondingen. Het ware doel van het schip wordt onthuld als een aantal Joodse vluchtelingen in smerige omstandigheden in de romp worden aangetroffen. Het meisje dat werd verkracht blijkt een dochter te zijn van twee van de vluchtelingen. De vader vraagt Frank om hem zijn pistool te geven zodat hij en zijn vrouw zelfmoord kunnen plegen. Zodra de mannen weer op de U-boot zijn, torpedeert deze het schip en brengt het tot zinken. Carla is op de boerderij van verzetslid Émile Charpentier en haalt hem ondanks zijn bedenkingen over om door te gaan met hun acties. Ze ontvoeren Glück tijdens zijn ochtendwandeling. Als Simone over haar broer hoort, vraagt ze Margot om te vertrekken met baby Anna. Ze geeft haar het vervalste paspoort dat Nathalie zou gebruiken. Forster ontvangt een briefje van het verzet waarin wordt bevestigd dat Glück is gevangengenomen. Hij geeft onmiddellijk opdracht om de 100 gijzelaars en nog eens 50 extra te verzamelen voor het neerschieten van zijn adjudant. Op het politiebureau vergelijkt hij het geschrift op het briefje met de tijden van de patrouilleboot met dat van Simone. Het blijkt een duidelijke overeenkomst te zijn. |                   |                   |                 |                  |
| 8 | Abrechnung        | Andreas Prochaska | Tony Saint      | 14 december 2018 |
| |                   |                   |                 |                  |

### Seizoen 2 (2020)
| Nr. | Titel                    | Regisseur        | Schrijver(s)     | Datum uitzending |
| --- | ------------------------ | ---------------- | ---------------- | ---------------- |
| 9   | Überlebensstrategien     | Matthias Glasner | Andrew Bampfield | 24 april 2020    |
|     |                          |                  |                  |                  |
| 10  | Unbequeme Allianzen      | Matthias Glasner | Andrew Bampfield | 24 april 2020    |
|     |                          |                  |                  |                  |
| 11  | Sabotage                 | Matthias Glasner | Andrew Bampfield | 1 mei 2020       |
|     |                          |                  |                  |                  |
| 12  | Die Würfel sind gefallen | Matthias Glasner | Andrew Bampfield | 1 mei 2020       |
|     |                          |                  |                  |                  |
| 13  | Befehl zum Töten         | Rick Ostermann   | Andrew Bampfield | 8 mei 2020       |
|     |                          |                  |                  |                  |
| 14  | Letzte Entscheidungen    | Rick Ostermann   | Andrew Bampfield | 8 mei 2020       |
|     |                          |                  |                  |                  |
| 15  | Kopf an Kopf             | Rick Ostermann   | Andrew Bampfield | 15 mei 2020      |
|     |                          |                  |                  |                  |
| 16  | Auf der anderen Seite    | Rick Ostermann   | Andrew Bampfield | 15 mei 2020      |
|     |                          |                  |                  |                  |